# Mola de Lord
La Mola de Lord és una muntanya de la Vall de Lord de 1.189 metres que es troba al municipi de Sant Llorenç de Morunys, a la comarca del Solsonès.
Tota la muntanya està integrada en el Pla d'Espais d'Interès Natural (PEIN) de la Generalitat de Catalunya i més concretament en l'espai Serres de Busa-Els Bastets-Lord
Aquest cim està inclòs al llistat dels 100 cims de la FEEC